# VejleMuseerne
VejleMuseerne er en fusion mellem det videnspædagogiske center
Vingsted Historiske Værksted samt de to statsanerkendte museer: Vejleegnens Museer og Vejle Kunstmuseum.
VejleMuseerne er placeret på 10 forskellige lokaliteter:
- Kunstmuseet
- Kulturmuseet i Spinderihallerne
- Vingsted Historiske Værksted
- Randbøldalmuseet
- Egtvedpigens Grav
- Ravningbroen
- Bindeballe Station
- Munkenes Teglovn
- Vejle Vindmølle
- Tørskind Grusgrav (skulpturpark)